# John Carisi
John Carisi (23. února 1922 – 3. října 1992) byl americký jazzový trumpetista. V letech 1938 až 1943 byl členem orchestru Herbieho Fieldse. Později spolupracoval například s Claudem Thornhillem, Rayem McKinleyem, Urbiem Greenem a Bennym Goodmanem. Je autorem písně „Israel“, kterou nahrál například Miles Davis (vyšla na albu Birth of the Cool), nebo „Springsville“ (tu Davis vydal na desce Miles Ahead). V roce 1961 nahrál spolu s Cecilem Taylorem album Into the Hot (vyšlo pod hlavičkou Gila Evanse).